# Akiko Morigami
Akiko Morigami (森上 亜希子, Morigami Akiko), née le 12 janvier 1980 à Osaka (Japon), est une joueuse de tennis japonaise, professionnelle de 1998 à 2009.
Akiko Morigami propose un tennis résolument offensif et relativement singulier, jouant à deux mains des deux côtés en fond de court - à ce sujet, son coup droit s'apparente davantage à un revers au niveau de la prise - mais le plus souvent à une main au filet.
En mai 2006, au 1er tour de Roland-Garros, elle surprend en deux sets la Russe Nadia Petrova (3e tête de série).
Lors de l'édition 2007 de Wimbledon où elle sort Dinara Safina au 2e tour, elle est, derrière Amélie Mauresmo et Justine Henin (les finalistes), la joueuse qui monte le plus souvent au filet.
En 2007, alors âgée de 27 ans, Akiko Morigami remporte l'Open de Prague, son seul titre en simple sur le circuit WTA. Elle est également finaliste des éditions 2005 et 2007 de l'Open de Cincinnati. En double, elle s'impose à Memphis en 2003 aux côtés de sa compatriote Saori Obata.
Akiko Morigami prend sa retraite sportive en 2009 à l'âge de 29 ans, et après onze ans de carrière professionnelle. Son meilleur classement en simple est une 41e place mondiale, obtenue le 15 août 2005.

## Palmarès

### Titre en simple dames
| No | Date       | Nom et lieu du tournoi | Catégorie | Dotation  | Surface      | Finaliste      | Score    |          |
| -- | ---------- | ---------------------- | --------- | --------- | ------------ | -------------- | -------- | -------- |
| 1  | 07/05/2007 | ECM Open, Prague       | Tier IV   | 145 000 $ | Terre (ext.) | Marion Bartoli | 6-1, 6-3 | Parcours |

### Finales en simple dames
| No | Date       | Nom et lieu du tournoi              | Catégorie | Dotation  | Surface    | Vainqueure       | Score    |          |
| -- | ---------- | ----------------------------------- | --------- | --------- | ---------- | ---------------- | -------- | -------- |
| 1  | 18/07/2005 | Western & Southern Open, Cincinnati | Tier III  | 170 000 $ | Dur (ext.) | Patty Schnyder   | 6-4, 6-0 | Parcours |
| 2  | 16/07/2007 | Western & Southern Open, Cincinnati | Tier III  | 175 000 $ | Dur (ext.) | Anna Chakvetadze | 6-1, 6-3 | Parcours |

### Titre en double dames
| No | Date       | Nom et lieu du tournoi  | Catégorie | Dotation  | Surface    | Partenaire  | Finalistes                    | Score    |          |
| -- | ---------- | ----------------------- | --------- | --------- | ---------- | ----------- | ----------------------------- | -------- | -------- |
| 1  | 17/02/2003 | Kroger St. Jude Memphis | Tier III  | 170 000 $ | Dur (int.) | Saori Obata | Alina Jidkova Bryanne Stewart | 6-1, 6-1 | Parcours |

### Finale en double dames
| No | Date       | Nom et lieu du tournoi                 | Catégorie | Dotation  | Surface    | Vainqueures                  | Partenaire        | Score            |          |
| -- | ---------- | -------------------------------------- | --------- | --------- | ---------- | ---------------------------- | ----------------- | ---------------- | -------- |
| 1  | 19/02/2007 | M. Keegan & Cellular South Cup Memphis | Tier III  | 175 000 $ | Dur (int.) | Nicole Pratt Bryanne Stewart | Jarmila Gajdošová | 7-5, 4-6, [10-5] | Parcours |

## Parcours en Grand Chelem

### En simple dames
| Année | Open d'Australie | Open d'Australie   | Internationaux de France | Internationaux de France | Wimbledon       | Wimbledon           | US Open         | US Open             |
| ----- | ---------------- | ------------------ | ------------------------ | ------------------------ | --------------- | ------------------- | --------------- | ------------------- |
| 2003  | 2e tour (1/32)   | Tatiana Panova     | 1er tour (1/64)          | Barbara Schett           | 3e tour (1/16)  | Jennifer Capriati   | 1er tour (1/64) | Fabiola Zuluaga     |
| 2004  | 2e tour (1/32)   | Nicole Pratt       | 1er tour (1/64)          | Magüi Serna              | 1er tour (1/64) | Patty Schnyder      | 2e tour (1/32)  | Tatiana Golovin     |
| 2005  | 1er tour (1/64)  | Daniela Hantuchová | 3e tour (1/16)           | Elena Dementieva         | 1er tour (1/64) | Sania Mirza         | 1er tour (1/64) | Nicole Pratt        |
| 2006  | 1er tour (1/64)  | Hana Šromová       | 2e tour (1/32)           | Shenay Perry             | 2e tour (1/32)  | Ai Sugiyama         | 1er tour (1/64) | Katarina Srebotnik  |
| 2007  | 2e tour (1/32)   | Kim Clijsters      | 1er tour (1/64)          | Tathiana Garbin          | 3e tour (1/16)  | Venus Williams      | 1er tour (1/64) | Agnieszka Radwańska |
| 2008  | 2e tour (1/32)   | Maria Kirilenko    | 1er tour (1/64)          | Petra Kvitová            | -               | -                   | -               | -                   |
| 2009  | -                | -                  | -                        | -                        | 1er tour (1/64) | Svetlana Kuznetsova | -               | -                   |

À droite du résultat, l’ultime adversaire.

### En double dames
| Année | Open d'Australie              | Open d'Australie          | Internationaux de France      | Internationaux de France  | Wimbledon                     | Wimbledon                  | US Open                       | US Open                   |
| ----- | ----------------------------- | ------------------------- | ----------------------------- | ------------------------- | ----------------------------- | -------------------------- | ----------------------------- | ------------------------- |
| 2003  | -                             | -                         | 2e tour (1/16) Alina Jidkova  | S. Kuznetsova Navrátilová | 1er tour (1/32) Alina Jidkova | D. Hantuchová Chanda Rubin | 1er tour (1/32) Alina Jidkova | Lisa Raymond M. Sharapova |
| 2004  | 1er tour (1/32) Alina Jidkova | Z. Gubacsi Caroline Vis   | -                             | -                         | -                             | -                          | -                             | -                         |
| 2005  | -                             | -                         | 1er tour (1/32) Cho Yoon      | Émilie Loit Nicole Pratt  | 2e tour (1/16) T. Musgrave    | Cara Black Liezel Huber    | 2e tour (1/16) Chuang C.J.    | Yan Zi Zheng Jie          |
| 2006  | -                             | -                         | 1er tour (1/32) Aiko Nakamura | N. Dechy V. Zvonareva     | 1er tour (1/32) Aiko Nakamura | V. Dushevina G. Voskoboeva | 3e tour (1/8) S. Asagoe       | Lisa Raymond S. Stosur    |
| 2007  | 1er tour (1/32) Aiko Nakamura | E. Dementieva F. Pennetta | 3e tour (1/8) J. Gajdošová    | Chan Yung-Jan Chuang C.J. | 2e tour (1/16) J. Gajdošová   | J. Husárová Shaughnessy    | 3e tour (1/8) Meilen Tu       | S. Foretz Y. Shvedova     |
| 2008  | 1er tour (1/32) Alina Jidkova | T. Garbin Roberta Vinci   | 1er tour (1/32) Aiko Nakamura | Chan Yung-Jan Chuang C.J. | -                             | -                          | -                             | -                         |
| 2009  | -                             | -                         | -                             | -                         | 1er tour (1/32) Ayumi Morita  | Yan Zi Zheng Jie           | -                             | -                         |

Sous le résultat, la partenaire ; à droite, l’ultime équipe adverse.

## Parcours aux Jeux olympiques

### En simple dames
| # | Date       | Nom de l'olympiade           | Surface    | Résultat       | Ultime adversaire   | Score     |          |
| - | ---------- | ---------------------------- | ---------- | -------------- | ------------------- | --------- | -------- |
| 1 | 15/08/2004 | Olympic Tennis Event Athènes | Dur (ext.) | 2e tour (1/16) | Svetlana Kuznetsova | 7-65, 6-2 | Parcours |

### En double dames
| # | Date       | Nom de l'olympiade           | Surface    | Résultat      | Partenaire  | Ultimes adversaires            | Score    |          |
| - | ---------- | ---------------------------- | ---------- | ------------- | ----------- | ------------------------------ | -------- | -------- |
| 1 | 15/08/2004 | Olympic Tennis Event Athènes | Dur (ext.) | 2e tour (1/8) | Saori Obata | Paola Suárez Patricia Tarabini | 6-4, 6-2 | Parcours |

## Parcours en Fed Cup
| #                                                                        | Date       | Lieu         | Surface         | Gagnante(s)                  | Perdante(s)                      | Score          |          |
|                                                                          |            |              |                 |                              |                                  |                |          |
| 2003 - Barrage (groupe mondial I) - Japon - Suède - 4 : 1                |            |              |                 |                              |                                  |                |          |
| 1                                                                        | 19/07/2003 | Gifu         | Moquette (int.) | Akiko Morigami Saori Obata   | Sofia Arvidsson Hanna Nooni      | 6-3, 6-2       | Parcours |
|                                                                          |            |              |                 |                              |                                  |                |          |
| 2004 - 1er tour (groupe mondial) - Argentine - Japon - 4 : 1             |            |              |                 |                              |                                  |                |          |
| 2                                                                        | 24/04/2004 | Buenos Aires | Terre (ext.)    | Paola Suárez                 | Akiko Morigami                   | 6-4, 6-0       | Parcours |
| 2                                                                        | 24/04/2004 | Buenos Aires | Terre (ext.)    | Akiko Morigami               | Gisela Dulko                     | 6-2, 6-2       | Parcours |
|                                                                          |            |              |                 |                              |                                  |                |          |
| 2005 - 1er tour (groupe mondial II) - République tchèque - Japon - 3 : 2 |            |              |                 |                              |                                  |                |          |
| 3                                                                        | 23/04/2005 | Prague       | Terre (ext.)    | Akiko Morigami               | Iveta Benešová                   | 6-3, 7-67      | Parcours |
| 3                                                                        | 23/04/2005 | Prague       | Terre (ext.)    | Akiko Morigami               | Nicole Vaidišová                 | 6-3, 6-2       | Parcours |
| 3                                                                        | 23/04/2005 | Prague       | Terre (ext.)    | Iveta Benešová Květa Peschke | Akiko Morigami Saori Obata       | 4-6, 6-3, 6-0  | Parcours |
|                                                                          |            |              |                 |                              |                                  |                |          |
| 2005 - Barrage (groupe mondial II) - Japon - Bulgarie - 4 : 1            |            |              |                 |                              |                                  |                |          |
| 4                                                                        | 09/07/2005 | Tokyo        | Dur (int.)      | Akiko Morigami               | Sesil Karatantcheva              | 2-6, 7-64, 6-0 | Parcours |
| 4                                                                        | 09/07/2005 | Tokyo        | Dur (int.)      | Akiko Morigami               | Magdalena Maleeva                | 7-63, 6-3      | Parcours |
| 4                                                                        | 09/07/2005 | Tokyo        | Dur (int.)      | Rika Fujiwara Akiko Morigami | Tsvetana Pironkova Maria Penkova | 6-1, 6-2       | Parcours |
|                                                                          |            |              |                 |                              |                                  |                |          |
| 2006 - 1er tour (groupe mondial II) - Japon - Suisse - 4 : 1             |            |              |                 |                              |                                  |                |          |
| 5                                                                        | 22/04/2006 | Tokyo        | Dur (int.)      | Akiko Morigami Ai Sugiyama   | Timea Bacsinszky Stefania Boffa  | 6-2, 2-6, 6-0  | Parcours |
|                                                                          |            |              |                 |                              |                                  |                |          |
| 2006 - Barrage (groupe mondial I) - Japon - Autriche - 5 : 0             |            |              |                 |                              |                                  |                |          |
| 6                                                                        | 15/07/2006 | Tokyo        | Dur (int.)      | Akiko Morigami               | Barbara Schwartz                 | 7-63, 6-0      | Parcours |
| 6                                                                        | 15/07/2006 | Tokyo        | Dur (int.)      | Akiko Morigami               | Nikola Hofmanova                 | 6-2, 6-3       | Parcours |
|                                                                          |            |              |                 |                              |                                  |                |          |
| 2007 - 1/4 de finale (groupe mondial) - France - Japon - 5 : 0           |            |              |                 |                              |                                  |                |          |
| 7                                                                        | 21/04/2007 | Limoges      | Terre (int.)    | Tatiana Golovin              | Akiko Morigami                   | 6-2, 6-4       | Parcours |
| 7                                                                        | 21/04/2007 | Limoges      | Terre (int.)    | Virginie Razzano             | Akiko Morigami                   | 7-64, 1-6, 6-2 | Parcours |
|                                                                          |            |              |                 |                              |                                  |                |          |
| 2008 - 1er tour (groupe mondial II) - Japon - Croatie - 4 : 1            |            |              |                 |                              |                                  |                |          |
| 8                                                                        | 02/02/2008 | Miki         | Dur (int.)      | Akiko Morigami               | Nika Ožegovic                    | 2-6, 7-5, 6-1  | Parcours |
| 8                                                                        | 02/02/2008 | Miki         | Dur (int.)      | Akiko Morigami               | Jelena Kostanić                  | 6-1, 6-2       | Parcours |
|                                                                          |            |              |                 |                              |                                  |                |          |
| 2009 - Barrage (groupe mondial II) - Pologne - Japon - 3 : 2             |            |              |                 |                              |                                  |                |          |
| 9                                                                        | 25/04/2009 | Gdynia       | Terre (ext.)    | Agnieszka Radwańska          | Akiko Morigami                   | 6-2, 6-1       | Parcours |

## Classements WTA en fin de saison

### En simple
| Année | 1996 | 1997 | 1998 | 1999 | 2000 | 2001 | 2002 | 2003 | 2004 | 2005 | 2006 | 2007 | 2008 | 2009 |
| Rang  | 559  | 393  | 285  | 294  | 266  | 197  | 134  | 63   | 68   | 48   | 85   | 50   | 250  | 404  |

Source : (en) « Classements de Akiko Morigami », sur le site officiel du WTA Tour

### En double
| Année | 1996 | 1997 | 1998 | 1999 | 2000 | 2001 | 2002 | 2003 | 2004 | 2005 | 2006 | 2007 | 2008 | 2009 |
| Rang  | 796  | -    | 640  | 640  | 640  | 242  | 300  | 90   | 299  | 228  | 127  | 63   | 918  | 619  |

Source : (en) « Classements de Akiko Morigami », sur le site officiel du WTA Tour